# Simon Petliura
Simon Petlura (în ucraineană: Симон Петлюра; n. 22 mai 1879, Poltava, gubernia Poltava⁠(d), Imperiul Rus – d. 25 mai 1926, Paris, Franța) a fost un publicist, scriitor, jurnalist, politician și om de stat ucrainean, lider al luptei pentru independența Ucrainei în perioada de după izbucnirea Revoluției Ruse din 1917.
În timpul războiului civil rus, el a fost, pentru puțin timp, președinte al Ucrainei. În 1926, Petliura a fost asasinat la Paris.

## Biografie
Petliura s-a născut în Poltava, în familia lui Vasili Petliura și Olga Marcenko, orășeni cu origini căzăcești. Tânărul Simeon a studiat, la început, în școli bisericești și familia plănuise să-l facă preot ortodox. În 1895 a început să studieze la Seminarul Ortodox din Poltava. În 1898 s-a alăturat unei societăți secrete ucrainene, care se organizase în internatul seminarului. Când acest lucru a fost descoperit, Simon a fost exmatriculat în 1901.
În 1900, când încă mai era student al seminarului, Simon Petliura s-a alăturat Partidului Revoluționar Ucrainean (RUP). În 1902, fiind amenințat cu arestul, s-a mutat în Kuban, la Ecaterinodar ( azi: Krasnodar), unde a lucrat, la început, ca învățător și, după o vreme, ca arhivar la arhivele cazacilor din Kuban. În decembrie 1903 Simon a fost arestat pentru că a organizat o filială a RUP în Ecaterinodar și pentru publicarea de articole antițariste în presa din afara Rusiei. A fost eliberat în martie 1904 și a locuit pentru puțină vreme, la Kiev, după care a emigrat în Ucraina de Vest, stabilindu-se în orașul Lemberg, care în acea vreme făcea parte din Austro-Ungaria.
După ce, la sfârșitul anului 1905, a fost decretată o amnistie, Petliura s-a întors pentru scurtă vreme în Kiev, după care s-a mutat în capitala imperiului – Sankt Petersburg, unde a participat la publicarea unei reviste lunare cu orientare social- democratǎ, "Ucraina Liberă". După ce această revistă a încetat să mai apară, în iulie 1905, Simon s-a reîntors în Kiev, unde a lucrat la revista "Rada" (Sfatul). În perioada 1907-1909 a fost editorul revistei "Slovo" (Cuvântul) și coeditor al revistei "Ucraina".
După închiderea acestor publicații de către autoritățile țariste, Petliura a trebuit să se mute la Moscova, în 1909, unde, pentru ceva vreme, a lucrat în funcția de contabil. Aici s-a căsătorit cu Olga. În perioada 1912 – 1917 a fost coeditor al ziarului de limbă rusă "Ukrainskaia jizni'" (Viața ucraineană).

## Revoluția în Ucraina

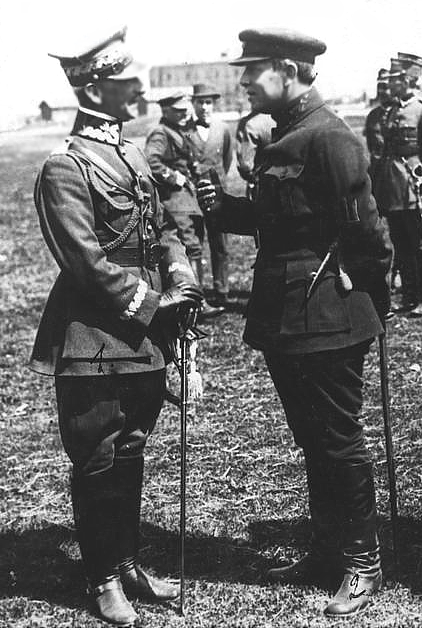
Generalul Listowski şi Simon Petliura

Petliura a fost delegat la primul Congres al Armatei Ucrainene din Kiev (mai 1917), fiind ales șef al Comitetului Armatei Ucrainene. După proclamarea Radei Centrale Ucrainene (28 iunie 1917), a devenit primul secretar pentru probleme militare.
Nefiind de acord cu șeful secretariatului general Volodimir Vinnicenko, Petliura a părăsit guvernul și a organizat "Regimentul de Haidamaci ai Ucrainei Libere", care, în ianuarie-februarie, a reușit să stopeze agresiunea bolșevică din Kiev.
După lovitura de stat a Hatmanatului din 28 aprilie 1918, Simon a fost arestat și a petrecut 7 luni încarcerat la Bila Țerkva - Biserica Albă.
După eliberare, Petliura a participat la răsturnarea regimului Hatmanatului și a devenit membru al Directoratului Ucrainei, ca șef al forțelor armate. După căderea Kievului și emigrarea lui Vinnicenko, Petliura a devenit șeful Directoratului. Ca șef al armatei și statului, Petliura a continuat lupta atât împotriva roșiilor bolșevici, cât și împotriva albilor monarhiști, timp de 10 luni.
În ianuarie 1919, în momentul izbucnirii războiului ruso-ucrainean, Petliura a devenit cel mai important personaj al Directoratului. În timpul războiului civil, el a luptat împotriva bolșevicilor, albilor lui Denikin, germanilor, ucrainenilor lui Pavlo Skoropadski, polonezilor și românilor. La sfârșitul anului 1918, Ucraina a fost ocupată de rușii albi, dar, până în toamna anului următor, albii au fost înfrânți și, între timp, sovietele deveniseră forța dominantă în Ucraina.
La sfârșitul anului 1919, Petliura s-a retras în Polonia, al cărei guvern îl recunoscuse ca șef al guvernului legal al Ucrainei. În martie 1920, ca șef al Republicii Populare Ucrainene, a semnat, la Lublin, o alianță cu guvernul polonez, recunoscând, totodată, râul Zbruci ca linie de demarcație între cele două state și acceptând ocuparea de către Polonia a Lvivului și a Galiției, primind, la schimb, ajutor militar și politic în lupta pentru alungarea regimului bolșevicilor. În 1920, forțele poloneze sprijinite de resturile armatei lui Petliura (cam 2 divizii) au atacat Kievul, în timpul războiului polono-bolșevic (1919-1921). După succesul inițial, forțele lui Piłsudski și Petliura au fost respinse până spre râul Vistula și spre Varșovia. Armatele poloneze au reușit, în cele din urmă, să înfrâgă trupele bolșevice, dar nu au reușit să asigure și independența Ucrainei. După Pacea de la Riga, Ucraina a fost împărțiră între Polonia și Rusia Sovietică. Petliura a condus guvernul ucrainean în exil, mai întâi din Tarnów și mai apoi din Varșovia.
În octombrie, Petliura și forțele care îi mai rămăseseră alături au fost internați de polonezi la Kalisz.
Dată fiind insistența cu care Rusia Bolșevică cerea predarea lui Petliura, la sfârșitul anului 1923, liderul ucrainean, folosindu-se de acte pe un nume de împrumut, a fugit din Polonia, trecând prin Budapesta, Viena, Geneva, pentru ca, până la urmă, să se stabilească la Paris, în 1924.

## Emigrant la Paris
În Paris, Petliura a condus activitățile guvernului în exil al Republicii Populare Ucrainene. Aici a lansat ziarul săptămânal Trident și a continuat să scrie și să editeze numeroase articole, semnând cu diferite pseudonime. Articolele abordau, în principal, problemele opresiunii naționale în Ucraina, dar nu erau doar scrieri combative, ci aveau și certe calități literar-artistice.
Articolele sale au avut un impact important asupra conștiinței naționale ucrainene. Petliura a publicat articole și broșuri semnate cu pseudonimele: V. Marchenko, V. Salevsky, I. Rokytsky, O. Riastr și altele.

## Rolul lui Petliura în pogromurile din Ucraina
Cât timp Petliura a fost șeful statului, pogromurile nu au încetat nicio clipă iar numărul victimelor atrocităților de tot felul contra evreilor din Ucraina continuând să crească.
În acele vremuri se estima că o treime din populația evreiască a Europei trăia în Ucraina. În timpul războiului civil rus, se estimează că între 70.000 și 250.000 de civili evrei au fost uciși în pogromuri (în tot fostul Imperiu Rus). În Ucraina, se estimează că au fost uciși între 35.000 și 50.000 de civili evrei în perioada 1919 – 1920.
Unii istorici sugerează că Petliura nu a făcut suficient de mult ca să oprească pogromurile, ba, poate, chiar a încurajat sentimentele antisemite ale soldaților, comandanților și populației sătești, pentru a-și asigura un sprijin cât mai important în lupta împotriva bolșevicilor.
Sprijinitorii lui Petliura au pretins că liderul ucrainean nu era un antisemit și că ar fi încercat să oprească violențele antievreiești, prin introducerea pedepsei capitale pentru crima de participare la pogromuri.

## Asasinarea

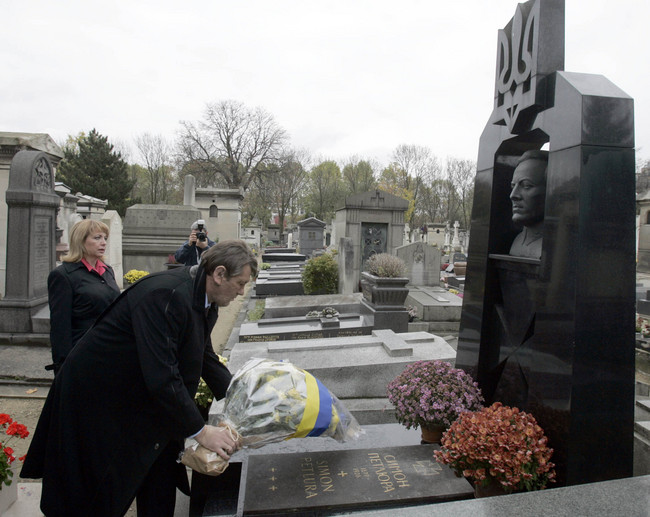
Preşedintele ucrainean Victor Iuşcenko şi soţia sa depunând flori la mormântul lui Petliura din Paris. (2005)

Pe 25 mai 1926, în veme ce se deplasa pe o arteră comercială, Petliura a fost împușcat de trei ori de un anarhist evreu, un individ care fusese condamnat mai înainte pentru jaf armat asupra unei bănci, Sholom Schwartzbard (1886 - 1936).
Părinții lui Schwartzbald se numărau printre cei 15 membri ai familiei sale care fuseseră uciși în pogromurile din Rusia. În procesul care a urmat, avocatul lui Schwartzbald a susținut că acesta din urmă nu a făcut decât să răzbune moartea victimelor progromurilor. Juriul francez a găsit motivația suficient de bună pentru a-l achita pe Schwartzbald.
Petliura a fost înmormântat în cimitirul Montparnasse din Paris, Franța.
Cele două surori ale lui Petliura, care erau călugărițe și rămăseseră în Poltava, au fost arestate și executate de NKVD în 1928.